# Višňové, Nové Mesto nad Váhom
Višňové este o comună slovacă, aflată în districtul Nové Mesto nad Váhom din regiunea Trenčín. Localitatea se află la altitudinea de 220 m deasupra n.m., se întinde pe o suprafață de 5,52 km2 și în 2017 număra 169 de locuitori.

## Istoric
Localitatea Višňové este atestată documentar din 1392.

## Demografie
| An:                | 1994 | 2004 | 2014    | 2024   |
| ------------------ | ---- | ---- | ------- | ------ |
| Număr de persoane: | 200  | 196  | 171     | 161    |
| Diferență:         |      | −2%  | −12,75% | −5,84% |

| An:                | 2023 | 2024   |
| ------------------ | ---- | ------ |
| Număr de persoane: | 162  | 161    |
| Diferență:         |      | −0,61% |